# Ruco Chan
Ruco Chan Chin-Pang (nacido el 14 de enero de 1977) es un actor y cantante de Hong Kong. Chan se hizo famoso tras interpretar su pèrsonaje principal llamado, Keith Lau, en el drama d televisión TVB titulado "The Other Truth".
Después de graduarse en "TVB's Artiste Training Class" en 1994, Chan interpretó en pequeños personajes para televisión TVB. En 1998, Chan dejó TVB y firmó un contrato con el sello discográfico Polygram y lanzó su primer single titulado "Blue" ese mismo año. Antes de regresar a TVB en 2008, Chan se unió a ATV e interpretó personajes protagónicos en muchos dramas de televisión de ATV.

## Biografía
Chan nació en Hong Kong de ascendencia china de Fujian. Su padre era bombero y su madre trabajó como obrera textil en una fábrica. Influenciado por su padre, Chan desarrolló su pasión por el tenis de mesa y se unió a un equipo de tenis, después de haber recibido un riguroso entrenamiento en la Academia de Deportes cuando tenía trece años. Fue el jugador más joven en representar a Hong Kong en las competiciones en el extranjero. Después de cinco años de compromiso con el deporte, Chan dejó el equipo, para terminar sus exámenes de alto nivel de educación de la escuela. Después de su graduación, Chan fue aceptado a una institución técnica y se sintió atraídos por la renta mensual de 3.000 HKD, también se unió a una Clase de Capacitación de Artista TVB. Con solo diecisiete años de edad, Chan fue obligado a contar con la aprobación de sus padres antes de firmar un contrato con TVB. Su padre se negó inicialmente, pero luego cedió cuando TVB le ofreció una cancelación del contrato automática, no le fue bien en sus clases. Chan se graduó de la Séptima Clase de TVB. en la Capacitación Artista del año 1994.

## Carrera
Chan debutó en televisión y participó en una serie dramática de televisión en 1994, donde apareció brevemente junto a Ekin Cheng. Luego Chan interpretó pequeños personajes en series de televisión cuando contaba con unos dieciocho años de edad en TVB. Chan dejó TVB en 1998 después de firmar un contrato discográfico con Polygram. Antes del lanzamiento de su EP junto a Universal, pues adquirió PolyGram, contrato que le convirtió en un intérprete nuevo. En los próximos años, Chan interpretó varios pequeños personajes secundarios en varias películas de Hong Kong. Cuando no tenía trabajo de filmación, admitió que trabajaría como empleado de renovación, aunque logró ganar una suma de dinero de 300 HKD por día.

## Filmografía

### Televisión
| Año  | Título                               | Personaje              | Notes |
| ---- | ------------------------------------ | ---------------------- | --- |
| 1994 | Instinct                             | Peter                  | Episode 19 |
| 1995 | A Kindred Spirit                     | Eric                   | Episode 6 |
| 1995 | To Love With Love                    | Chu Tak-pak            | |
| 1995 | The Criminal Investigator            | Wu Sai-kit             | |
| 1995 | The Condor Heroes 95                 | Sung Tak-fong          | |
| 1995 | File of Justice IV                   | Frankie Fan            | |
| 1995 | When a Man Loves a Woman             | Fong Sai-hoi           | 2 episodes (Eps. 10-11) |
| 1995 | A Good Match From Heaven             | Fong Sai-wah           | |
| 1996 | Cold Blood Warm Heart                | Siu-san                | |
| 1996 | Outburst                             | Au Lik-keung           | |
| 1996 | Wars of Bribery                      | Ah Sei                 | |
| 1996 | Nothing to Declare                   | Yeung Sau-chuen        | |
| 1996 | The Price to Pay                     | Hung                   | |
| 1996 | ICAC Investigators 1996              | Investigator           | |
| 1996 | One Good Turn Deserves Another       | Lai Tin-wong           | |
| 1997 | Show Time Blues                      | Program host           | |
| 1997 | The Hitman Chronicles                | Oisan-Koklok Yin-to    | |
| 1997 | Mystery Files                        | Ka-leung               | |
| 1997 | Justice Sung                         |                        | |
| 2001 | The New Adventures of Chor Lau-heung | Wen Liangyu            | 8 episodes |
| 2001 | Yau Kau Bit Ying                     |                        | |
| 2002 | Project Ji Xiang                     | Yung Siu-lung          | |
| 2002 | Thunder Cops                         |                        | |
| 2003 | Light of Million Hopes               | Chiu Ko-hing           | |
| 2003 | Love in a Miracle                    | Chong Ning             | 32 episodes |
| 2004 | Son from the Past                    |                        | |
| 2004 | My Date with a Vampire III           | Ho Yau-cau / Destiny   | |
| 2005 | The Blind Detective                  | Jian Tailang           | |
| 2005 | Legend of Fang De and Miao Cuihua    | Tiger Lui              | |
| 2005 | Concubines of the Qing Emperor       |                        | |
| 2005 | Happy Family                         | Tsan-po / Ho-nam       | |
| 2006 | Hong Kong Criminal Files             | Kam Chin-yu            | 3 episodes (Eps. 16-18) |
| 2007 | Walled Village                       | Chan Heung-ching       | |
| 2007 | Stupid Child                         | Ko Siu-lam             | |
| 2007 | Hong Kong Ghostbusters               | Lau Chi-pang           | |
| 2009 | The King of Snooker                  | young Yau Yat-kiu      | |
| 2009 | The Threshold of a Persona           | Kelvin Mak Chi-hin     | |
| 2009 | Burning Flame III                    | Kelvin Pang Chi-ban    | 9 episodes |
| 2010 | Cupid Stupid                         | Frankie Chung Kin-bong | Warehoused; released on DVD January 2010 |
| 2010 | The Mysteries of Love                | Ben Wong Chi-ban       | 2 episodes (Eps. 14-15) |
| 2010 | Ghost Writer                         | Po Pak-ling            | |
| 2010 | When Lanes Merge                     | Tony Kwan Syu-yan      | 10 episodes |
| 2010 | Every Move You Make                  | Chiu Man-hoi           | 4 episodes (Eps. 16-20) |
| 2011 | A Great Way to Care                  | Dr. Leo Fong Wing-chun | 20 episodes Previously warehoused; released on DVD June 2009 |
| 2011 | Only You                             | Ng Siu-hoi             | 4 episodes (Eps 4-6, 27) |
| 2011 | Grace Under Fire                     | young Lui Kong         | Episode 4 |
| 2011 | Relic of an Emissary                 | Chu Kuen, Prince Ning  | |
| 2011 | The Other Truth                      | Keith Lau Sz-kit       | 25 episodes My AOD Favourites Award for My Favourite Drama Character (1 of 15) Nominated — TVB Anniversary Award for Best Actor (Top 15) Nominated — TVB Anniversary Award for My Favourite Male Character (Top 5) Nominated — My AOD Favourites Award for My Favourite Actor in a Leading Role (Top 5) |
| 2011 | Forensic Heroes III                  | Jim Fong Sai-yau       | 10 episodes |
| 2012 | No Good Either Way                   | Alex Mo Nga-lik        | |
| 2012 | Three Kingdoms RPG                   | Chow Yu                | 8 episodes Post-production |
| 2012 | Ruse of Engagement                   | Chong Yau-ching        | Post-production |
| 2013 | Love Exceeds the Coastline           | Dr. Ching Lai-wing     | Filming |

### Películas
| Año  | Título                             | Personaje          | Notes                          |
| ---- | ---------------------------------- | ------------------ | ------------------------------ |
| 1996 | Big Bullet                         | Chiu Sai-wing      | (aka E.U. Strike Force)        |
| 1996 | Fifteen Candles                    | Nina               | (aka They Don't Care About Us) |
| 1996 | Mongkok Story                      | Gump               |                                |
| 1997 | Tough Guy                          |                    |                                |
| 1997 | Ghost Story "Godmother of Mongkok" | Brother Cup Noodle |                                |
| 1997 | My Love to Tell Me                 |                    |                                |
| 1998 | Shanghai Affairs                   | Bond Lao           |                                |
| 1998 | Oh! My Dad!                        |                    |                                |
| 1998 | Trust Me U Die                     | Young doctor       |                                |
| 1998 | Rape Trap                          | Chan Chi-pang      |                                |
| 2000 | Phantom Call                       | Car driver         |                                |
| 2000 | Evil Fade                          | Cheung Lok-ming    |                                |
| 2000 | Diamond Hill                       | May's brother      |                                |
| 2000 | Marooned                           | Sonny              |                                |
| 2001 | Ghost Office                       | Wong Yan-tung      |                                |
| 2001 | Distinctive                        |                    |                                |
| 2003 | Conman in Tokyo                    |                    |                                |
| 2003 | Fate Fighter                       | Ken                |                                |
| 2003 | News Heart                         | Fanco              |                                |

## Discografía
- 1998: Blue
- 1998: Chui Ho Kwan Hai (最好關係)
  - CD1, Track 9: "Wan Ha La" (玩吓啦)

### Television songs
| Año  | Título                                                                                        | TV drama                 | tIPO         | Álbum                                              | Notas                                   |
| ---- | --------------------------------------------------------------------------------------------- | ------------------------ | ------------ | -------------------------------------------------- | --------------------------------------- |
| 2004 | "Ju Ding" (註定; "Fated") (Cantonese version)                                                 | Love in a Miracle        | Theme        | ATV Drama Hits ATV 50th Anniversary Special (2006) | with Amy Chan                           |
| 2004 | "Ai Zai You Qing Tian" (愛在有情天; "Love in a Miracle") (Mandarin version)                   | Love in a Miracle        | Theme        | ATV Drama Hits                                     | with Amy Chan                           |
| 2004 | "Baak Seuhn Baak Keung" (白信白強; "White Trust, White Strength")                             | The Chinese Medic Master | Theme        | ATV Drama Hits                                     |                                         |
| 2006 | "Yu Gwo Je Yat Sang Yau Ji Gei" (如果這一生有知己; "If There is a Soulmate in this Lifetime") | Hong Kong Criminal Files | Subtheme     |                                                    |                                         |
| 2007 | "Gaan Daan Oi" (簡單愛; "Simply Love") (Cantonese version)                                    | Stupid Kid               | Theme        |                                                    | with Calvin Li                          |
| 2007 | "Man San Pai" (慢三拍; "Slow by Three Beats") (Mandarin version)                              | Stupid Kid               | Theme        |                                                    | with Calvin Li                          |
| 2007 | "Sam Yau Ling Sai" (心有靈犀; "Know Each Other's Hearts")                                     | Hong Kong Ghostbusters   | Theme        |                                                    | with Elle Choi                          |
| 2012 | "Sau San Juk" (瘦薪族; "Thin Salary Clan")                                                    | No Good Either Way       | Theme        |                                                    | with Louis Yuen, Gill Mohindepaul Singh |
| 2012 | "Chin Gwan Yat Faat" (千鈞一髮; "A Thousand Pounds Hangs by a Thread")                        | Ruse of Engagement       | Ending theme |                                                    | with Ron Ng                             |